# المدير (الرجم)

تعديل مصدري - تعديل

المدير هي إحدى قرى عزلة بني اسعد بمديرية الرجم التابعة لمحافظة المحويت، بلغ تعداد سكانها 220 نسمة حسب تعداد اليمن لعام 2004.